# Cờ vây tại Đại hội Thể thao Đông Nam Á 2007

Cờ vây tại Đại hội Thể thao Đông Nam Á 2007 là nội dung thi đấu biểu diễn. Các huy chương của môn thi đấu này không tính vào bảng tổng sắp huy chương. Go diễn ra từ ngày 8 tháng 12 đến ngày 11 tháng 12 năm 2007 với 3 nội dung thi đấu.

## Xếp hạng theo quốc gia
| Hạng | Đoàn      | Vàng | Bạc | Đồng | Tổng |
| ---- | --------- | ---- | --- | ---- | ---- |
| 1    | Singapore | 2    | 1   | 0    | 3    |
| 2    | Thái Lan  | 1    | 1   | 1    | 3    |
| 3    | Việt Nam  | 0    | 1   | 1    | 2    |
| 4    | Malaysia  | 0    | 0   | 1    | 1    |
| Tổng | Tổng      | 3    | 3   | 3    | 9    |

## Bảng huy chương
| Nội dung   | Vàng                                 | Bạc                                                            | Đồng                                           |          |
| ---------- | ------------------------------------ | -------------------------------------------------------------- | ---------------------------------------------- | -------- |
| Đơn nam    | Kans Zhan Bin                        | Zhang Xiang                                                    | Ping Boon Teng                                 | chi tiết |
| Đơn nữ     | Arundina Miranti                     | Trần Thanh Mai                                                 | Nguyễn Hồng Anh                                | chi tiết |
| Đôi nam nữ | Singapore Tan Jia Cheng Yang Kei Wen | Thái Lan Patcharapol Tiawattananort Paftranorn Aroonphaichitra | Thái Lan Sarawut Lerttanaphan Krongkmon Mekmok | chi tiết |